# Dichochrysa clathrata
Dichochrysa clathrata là một loài côn trùng trong họ Chrysopidae thuộc bộ Neuroptera. Loài này được Schneider miêu tả năm 1845.